# Economie van het algemeen nut

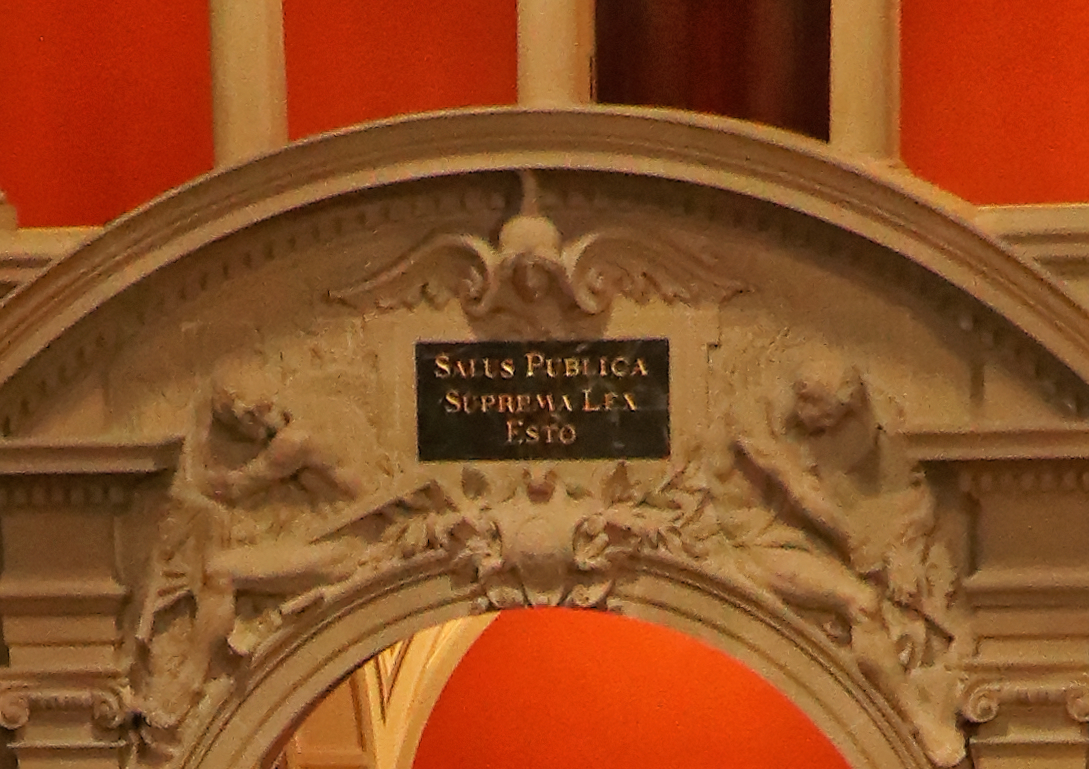
Salus publica suprema lex esto, kortweg "Het algemeen nut is de hoogste wet", in het Federaal Paleis te Bern.

In een economie van het algemeen nut staat het algemeen nut voorop. Het stelt dat het goed is om – bij behoud van economische waarden als bezit, ruil en markt – nut voor andere economische waarden te zetten. Sinds de jaren 1990 zijn verschillende mensen en groepen bezig dit concept uit te werken en te promoten. De basis van de economie van het algemeen nut komt gedeeltelijk uit het werk van Aristoteles. 

## Economy for the Common Good (ECG)
In 2010 is de Economy for the Common Good (Nederlands: gemeengoedeconomie) beweging gesticht in Wenen, Oostenrijk. Met als kopstuk Christian Felber staat deze beweging voor een fundamentele heroriëntatie van de drijfveren van het dominante economische systeem. De beweging stelt dat onder het huidige markt-kapitalistische systeem bedrijven altijd een competititief voordeel zullen hebben door zo dicht mogelijk tegen de legaal toegestane grenzen van milieu- en arbeidsregelgeving aan te produceren. Bedrijven die dit niet doen lopen tegen hogere kosten op, en hebben voor een vergelijkbaar product een hogere prijs. De "drijfveren" van ons economische systeem drukken bedrijven als het ware tegen de grenzen van de regelgeving aan in een poging om altijd goedkoper te blijven dan de concurrent.
De Economy for the Common Good beweging stelt voor om deze drijfveren om te keren, en om de economie in dienst te stellen van het "algemene goed" (Engels: the common good). Een van de belangrijkste instrumenten die de ECG-beweging hiervoor gebruikt is de Common Good Matrix. De matrix bestaat uit 20 thema's, gebaseerd op de raakvlakken tussen 4 fundamentele waarden en 5 spelers in het economisch proces (waarvan één wordt gerepresenteerd door de natuur en de wereldwijde gemeenschap). Dit instrument tracht te meten tot welke mate een organisatie actief het “algemeen welzijn” beïnvloedt, en wat haar maatschappelijke bijdrage is. Dit wordt beoordeeld door een organisatie een puntenaantal toe te bedelen. 
In ECG-voorstellen zouden deze puntenaantallen in grote mate bepalen onder welke financiële en praktische omstandigheden organisaties moeten opereren. Hierbij wordt een voorkeursbehandeling gegeven aan de bedrijven met de hoogste maatschappelijke bijdrages, en welke dus de hoogste positieve impact teweegbrengen ten aanzien van menselijk welzijn en de gezondheid van de planeet. Voorbeelden van voorkeursbehandelingen in deze context zijn lagere rentes op leningen, voorkeursbehandelingen bij publieke aanbestedingen en lagere belastingen. Op deze manier worden producten en diensten die actief bijdragen aan het algemeen belang goedkoper en beter verkrijgbaar dan producten en diensten die schade veroorzaken door bijvoorbeeld werknemers uit te buiten of de natuur te schaden. Zo hebben bedrijven niet langer een voordeel door uit egoïsme te handelen, maar hebben ze juist baat bij het heroriënteren van hun bedrijfsvoering richting producten en diensten die iedereen, inclusief de planeet, ten goede komen.